# 詹姆斯·科布利
詹姆斯·科布利（英語：James Cobley，1877年12月22日—1958年4月17日），澳大利亚男子草地滚球运动员。他曾代表澳大利亚参加1950年大英帝国运动会草地滚球比赛，获得一枚银牌。

## 家庭
哥哥约翰·科布利。